# Semiothisa peltigerata
Semiothisa peltigerata är en fjärilsart som beskrevs av Achille Guenée 1858. Semiothisa peltigerata ingår i släktet Semiothisa och familjen mätare. Inga underarter finns listade i Catalogue of Life.